# Atherigona tomentigera
Atherigona tomentigera är en tvåvingeart som beskrevs av Fritz Isidore van Emden 1940. Atherigona tomentigera ingår i släktet Atherigona och familjen husflugor. Inga underarter finns listade i Catalogue of Life.